# Феликс Мијели
Феликс Мијели Венерандо (порт. Félix Miélli Venerando; Сао Пауло, 24. децембар 1937 — Сао Пауло, 24. август 2012), познатији као Феликс, био је бразилски фудбалер. Играо је на позицији голмана. 

## Биографија
Феликс је рођен у Сао Паулу. Започео је фудбалску каријеру 1953. године у екипи Клуб Атлетико Жувентус. За тај тим је бранио до 1955. године, када је прешао у Португезу. Од 1968. прешао је у Флуминенсе, за који је наступао девет сезона. Професионалну каријеру завршио је као играч екипе Флуминенсе 1976. године. Феликс је помогао клубу да постане петоструки првак државе Рио де Жанеиро, три пута је освојио Гуанабара куп, а први пут у историји клуба постао првак Бразила.
Дебитовао је 1965. године за репрезентацију Бразила на званичним утакмицама. Током каријере у дресу репрезентације, одиграо је 39 утакмица, примио је 37 голова.
Био је члан националног тима на Светском првенству 1970. у Мексику, када је освојена титула светског првака победом над Италијом у финалу.
Дана 23. јануара 1976. године, доживео је тешку повреду и није имао шансе да настави каријеру. Касније је био тренер голмана Флуминенсеа, а 1982. накратко је предводио Аваи. Радио је као комерцијални директор у фирми свог зета до 2007. године.
Преминуо је 24. августа 2012. у 75. години у граду Сао Паулу, од последица компликација повезаних са плућима.

## Успеси

### Клуб
- Серија А Бразила: 1970.
- Лига Кариока: 1969, 1971, 1973, 1975, 1976.
- Куп Гуанабара: 1969, 1971, 1975.
- Куп Рио-Бранко: 1967, 1968.
- Куп Рока: 1971.

### Репрезентација
Бразил
- Светско првенство: 1970.